# Corus laevidorsis
Corus laevidorsis är en skalbaggsart som beskrevs av Hermann Julius Kolbe 1893. Corus laevidorsis ingår i släktet Corus och familjen långhorningar.
Artens utbredningsområde är Kenya. Inga underarter finns listade i Catalogue of Life.